# NGC 742
NGC 742 је елиптична галаксија у сазвежђу Рибе која се налази на NGC листи објеката дубоког неба.
Деклинација објекта је + 5° 37' 33" а ректасцензија 1h 56m 24,1s. Привидна величина (магнитуда) објекта NGC 742 износи 14,3 а фотографска магнитуда 15,3. NGC 742 је још познат и под ознакама MCG 1-6-4, CGCG 413-9, VV 175, Z 0153.9+0523, PGC 7264.